# Mésange de Gambel
Poecile gambeli
Espèce
Statut de conservation UICN

 LC  : Préoccupation mineure
La Mésange de Gambel (Poecile gambeli) est une espèce de petits oiseaux de la famille des Paridae.

## Dédicace
Son nom rend hommage au naturaliste américain William Gambel (1823-1849).

## Description
La taille moyenne d'un adulte est de 19 cm, ailes comprises. Son poids se situe généralement entre 8 et 10 g. Elle est différentiable des autres espèces grâce à ses sourcils blancs typiques.

## Répartition
Cette espèce est courante dans les montagnes de l'ouest américain mais sa répartition s'étend du sud du Yukon (Canada) à la Californie et à l'ouest du Texas.

## Comportement
Ce sont des oiseaux acrobatiques, actifs et sociaux. Ils se regroupent en bandes d'oiseaux mixtes pour passer l'automne et l'hiver à survoler les forêts de conifères pour chercher de la nourriture. En plus de la nourriture, le fait d'être en bande assure une meilleure survie car un faucon, ou autre prédateur, ne s'attaque qu'à une seule proie.

## Alimentation
La Mésange de Gambel se nourrit d'insectes et d'araignées pendant l'été et de graines pendant toute l'année.

## Reproduction
La Mésange de Gambel est monogame. Elle effectue une à deux couvées annuelles. L'incubation dure 14 jours.

### Source
- (en) Cet article est partiellement ou en totalité issu de l’article de Wikipédia en anglais intitulé « Mountain Chickadee » (voir la liste des auteurs).

1. 1 2 3  (fr) Vie sauvage : Encyclopédie visuelle des animaux continent par continent [« Wildlife of the world »] (trad. de l'anglais par Aubert Defoy, préf. Chris Packham, photogr. Gary Ombler.), Paris, Groupe Flammarion, 12 octobre 2016, L.01EPMN000839.N001 éd. (1re éd. 2015), 405 p., 30 × 25 cm (ISBN 978-2-08-137860-5), « Amérique du nord », p. 56